# Indianische Mythologie und Literatur Nordamerikas
Die indianische Mythologie und Literatur Nordamerikas umfasst die mündlich überlieferten Erzähltraditionen und die Schriftzeugnisse der Indianer, die in den USA und Kanada leben. Die Texte können in einer der 300 bis 500 Stammessprachen formuliert sein, auf Englisch oder Französisch.

## Mündlich überlieferte Traditionen
Die orale Tradition lässt sich in zwei große Bereiche unterteilen: die religiöse Literatur und die weltliche. Während die religiösen Texte Kontinuität wahren sollen, aber auch nicht immer wortwörtlich reproduziert werden, gibt es bei den weltlichen eine große Vielfalt, abhängig von individueller Kreativität.
Die Indianer entwickelten keine Schrift, wenngleich es zu Felsmalereien und Nachrichtensystemen kam, die Piktogramme benutzten, eine Art Stenogramm auf Kerbstöcken, Perlenstickereien oder Knotenschnüren.
Zur religiösen Literatur und Mythologie der Indianer gehören je nach Stamm verschiedene Mythen, Legenden, Kultdramen und heilige Gesänge. Sie behandeln die Schöpfung der Welt, das Höchste Wesen und seine Helfer und Gegenspieler, Naturkräfte. Oft dürfen sie nur von bestimmten Personen erzählt und an auserwählte Menschen weitergegeben werden. Der Schöpfungsmythos der Keres sprechenden Pueblo-Indianer berichtet, wie die Mutter- und Maisgöttin Iyatiku ihre Kinder, die Pueblo, durch vier unterirdische Zonen hinauf in die Menschenwelt schickt. Die kalifornischen Miwok halten „Großvater Kojote“ für den Schöpfer der Menschen, die er aus Vogelfedern erschafft. Für die Irokesen fällt die Mutter aller Menschen vom Himmel auf die von der Schildkröte aus dem Meer gezogene Erde. Dieser Mythos darf nur von der Mutter auf die Tochter vererbt werden. Zentrale Bedeutung in den Mythen haben der Kojote, der Bison, Tricksterfiguren. Anlässe für das Anstimmen heiliger Gesänge sind Initiationen von Jungen oder Mädchen ins Erwachsenenalter, Jagd oder Ernte, Hochzeit, Tod, Krieg und Friedensabkommen.
Zu den weltlichen Traditionen gehören Märchen, Lieder für alle Gelegenheiten (Wiegenlieder, Arbeitslieder zum Beispiel bei der Maisernte, Liebeslieder) und Reden. Einer der großen Rhetoriker der Seneca wie der Indianer allgemein war Red Jacket (um 1756–1830), den die Franzosen seiner Zeit bewunderten.
Über den jeweiligen Stamm hinaus an die Weißen vermittelt wurden die oralen Traditionen zunächst durch Missionare (französische Jesuiten in Kanada), Militärs oder Händler wie den Engländer William Henry, der 1755 Gefangener der Irokesen war. Die frühen Zeugnisse gaben die Indianertradition oft entstellt oder mit polemischen Kommentaren wieder. Nach 1800 zeichneten Indianer ihre Traditionen zunehmend schriftlich auf, oft als Teil einer Autobiographie. Nun interessieren sich auch weiße Wissenschaftler für die indianische Literatur als wertvolle Kulturzeugnisse und Teil der Weltliteratur. Die ersten Übersetzungen indianischer Lyrik publizierte ab 1839 Henry Rowe Schoolcraft im Rahmen ethnographischer Werke. Sie dienten Henry Wadsworth Longfellow als Grundlage für sein Epos über den Kulturheros Hiawatha als Erfinder einer Indianerschrift. Wichtige frühe Sammlungen waren: D. G. Brinton, Library of Aboriginal American Literature, 8 Bände (1882–90), ders., American Hero-Myths (1882); É. Petitot, Traditions indiennes du Canada nord-ouest (1886); Natalie Curtis, The Indians' Book (1907).
In der Gegenwart lebt die Erzähl- und Redetradition nicht nur durch Feste und Rituale wie das Potlatch fort, sondern wird durch indianereigene Medien gefördert. So gibt es rund 30 Radiosender wie den Reservatssender KTNN in Arizona, der den Diné gehört.

## Schriftzeugnisse des 17. bis frühen 20. Jahrhunderts
Mit Einsetzen der Kolonisierung entstanden vereinzelt indianische Schriftsysteme bei den nordkanadischen Völkern (Carrier-Schrift). 1819 erfand der Cherokee Sequoyah (um 1770–1843) eine Silbenschrift aus 85 Zeichen, die bis 1903 in den stammeseigenen Schulen unterrichtet wurde.
Indianisches Schreiben bewegt sich zwischen Anpassung an die Kultur der weißen Eroberer und Kampf. Die Autoren möchten die vielen indianischen Splittergruppen einigen und setzen sich ein für Landbesitz, Menschenrechte für die so genannten zweibeinigen Panther, letztlich das schiere Überleben im amerikanischen Völkermord. Indianer eigneten sich dazu die Waffen der Weißen an, einschließlich Schrift, Zeitungen und Literatur.
So erschien schon 1828–34 der Cherokee Phoenix, eine Wochenzeitung. Ihr Herausgeber Elias Boudinot (1804–39) verfasste die Artikel in Cherokee und Englisch und hatte Abonnenten auch in Europa. Boudinet diskutierte die Umsiedlung der Cherokee und anderer Stämme nach Oklahoma, ohne sie verhindern zu können. In der Kurzgeschichte Poor Sarah, or The Indian Woman (1833) propagierte Boudinot die Notwendigkeit der Schulbildung. Der Yavapai Carlos Montezuma (1866–1923) war studierter Arzt und gab von 1916 bis 1923 den Wassaja heraus, ein Kampfblatt, das den Indianern Respekt verschaffte.
Zeugnisse der Assimilation stammen aus den Reihen von Indianern, die Missionsschulen hatten: Predigten, Briefe, Tagebücher und Lebensgeschichten. Samson Occom (1723–92), ein Mohegan, publizierte als erster eine Predigt A Sermon Preached at the Execution of Moses Paul, an Indian (1772). Postum erschien Occoms Autobiografie, in der er die weiße Indianerpolitik kritisierte.
Vom Tuscarora David Cusick stammt die erste Stammesgeschichte: Sketches of the Ancient History of the Six Nations (1825–27). Der Mahican Hendrick Aupaumut schuf historische Essais, die er 1827 in A Short Narration of My Last Journey to the Western Country veröffentlichte. Die Seneca Maris Bryant Pierce schilderte 1838 das zeitgenössische Leben ihres Volkes in Adress on the Present Condition and Prospects of the Aboriginals Inhabitants of North America…. William Apes, ein Pequot, beschrieb in A Son of the Forest 1829 Indianer als Repräsentanten von Natur und Natürlichkeit, deren Leben von Gewalt und Kulturverlust gezeichnet ist. Meist zeigen diese Lebensgeschichten weniger das Individuum als den Repräsentanten des Indianervolks. Den ersten Roman eines Indianers lieferte 1854 Yellow Bird alias John Rollin Ridges mit Life and Adventures of Joaquin Murieta. George Copway, ein kanadischer Anishinabe, betätigte sich als Zeitungsherausgeber, Sachbuchautor und Dichter.
Nach dem Ende des Amerikanischen Unabhängigkeitskrieges interessierten sich die US-Amerikaner zunehmend für Indianer sowohl als Gegner wie auch als Vorbild oder Mitmenschen. Besonders Indianer-Autobiographien waren gefragt. Teils wurden sie von Weißen schriftlich fixiert, wie die von Black Hawk (1833), Geronimo (1906) oder Crashing Thunder (1926, von Paul Radin). Teils wurden solche Autobiographien auch von Indianern autonom verfasst. Die Paiute Sarah Winnemucca verfasste 1883 die Autobiographie Life among the Piutes: Their Wrongs and Claims.
Emily Pauline Johnson (kanadische Mohawk) veranstaltete dramatische Lesungen in Kanada, USA und Europa. Ihre Kurzgeschichten stellten häufig Frauen ins Zentrum und erschienen 1913 in The Mocassin Maker. Johnson publizierte etliche Gedichtbände: The White Wampum (1895), Canadian Born (1903) und Flint and Feather (1917, Postum). Der Roman Queen of the Woods (1899) wird dem Potawatomi Simon Pkagon zugeschrieben, von dem die Rede The Red Man’s Greeting (1892 anlässlich der Weltausstellung in Chicago) stammte.

## Moderne Indianische Literatur im 20./21. Jahrhundert

### 1920–1970
Nach dem Ersten Weltkrieg wurde die Stimmung günstiger für die Indianer und ihr Engagement trug Früchte:
- 1924 erhielten die Indianer die Staatsbürgerschaft der USA
- 1928 wurde Charles Curtis, ein Kansa, Vizepräsident unter Hoover
- 1934 wurde in den USA der Indian Reorganization Act verabschiedet, der die Aufteilung der Reservate verhindern sollte und den Indianern ein größeres Maß an Selbstbestimmung einräumte.

In der indianischen Literatur wurde vor allem die Autobiographie weiter gepflegt. Im beginnenden 20. Jahrhundert publizierten indianische Intellektuelle ihre Lebensgeschichten, um die Stereotype des Indianerbildes aufzuheben. Unter ihnen sind die Sioux Charles Eastman und Luther Standing Bear, der Omaha Francis La Flesche und der indianisch-afroamerikanische Autor Buffalo Child Long Lance besonders hervorzuheben. Letzterer hatte sich allerdings als Indianer ausgegeben und dadurch erhebliche persönliche Vorteile erschleichen können (er ist nicht zu verwechseln mit dem Schauspieler Silkirtis Nichols, der sich ebenfalls „Buffalo Child Long Lance“ nennt, manchmal nur „Buffalo Child“.).
Daneben entwickelte sich ein größeres Spektrum an Gattungen: Lyrik, Erzählungen, Romane und Dramen. Die Autoren behandelten über die Stammesgeschichte und die Indianerthematik hinaus allgemeine gesellschaftliche Themen und versuchten sich in modernen Gattungen wie dem Kriminalroman. Todd Downing verfasst bereits in den 1930er Jahren Krimis.
Bis heute nichts von ihrer Popularität eingebüßt hat die Lebensgeschichte von Black Elk alias John G. Neihardt Black Elk Speaks, Being the Lifestory of a Holy Man of the Oglala Sioux (1932). Das Werk schilderte die Biografie eines Angehörigen einer starkem Umbruch ausgesetzten Generation, die eingebettet in seine Jugendvision und aus ihr heraus gesehen wird.
Als erster indianischer Dramatiker verfasste Lynn Riggs Green Grow the Lilacs (1931). Das Stück bildete die Basis für das Musical Oklahoma! das 1943 am Broadway begeisterte. Ein weiterer Broadway-Erfolg wurde Riggs’ Borned in Texas (= Roadside, 1930). Das Drama The Cherokee Night (1936) drehte sich um Indianer in Oklahoma. Später schrieben auch Gerald Vizenor, Leslie Marmon Silko, James Welch und Linda Hogan Dramen.
Mourning Dove publizierte den Roman Cogewea, the Half-Blood (1927). De Indianerin Christine Quintasket teilte sich die Autorschaft wohl mit einem weißen Förderer. Die Aufzeichnungen des Lakota-Häuptlings John Ocute Sica über die Geschichte und Legenden seines Stamme, die authentischen Berichte über die Schlacht am Little Bighorn und die Ermordung Sitting Bull, die er 1963 Lieselotte Henrich-Welskopf übergeben hatte, konnten erst lange nach seinem Tode publiziert werden.
Sundown, ein Roman des Naturwissenschaftlers John Joseph Mathews von 1934, blieb mit seinem Protagonisten bis in die 1980er Jahre exemplarisch. Er schilderte einen jungen Halbindianer, der seine Identität finden musste. Entschied er sich zunächst für die weiße Welt, so wandte er sich schließlich doch wieder seinen indianischen Wurzeln zu. Eine ähnliche Problematik fand sich immer wieder auch bei Angehörigen anderer nordamerikanischer Ethnien wie den Afroamerikanern oder Juden. Noch Philip Roth behandelte die Konfliktsituation am Beispiel von Coleman Silk in Der menschliche Makel im Jahre 2000.
In den USA wie in Kanada kam es allerdings in den 1960er und 1970er Jahren zu Rückschlägen, weil Privilegien der Indianer abgeschafft werden sollten. Kanada erklärte gelegentlich einen Stamm schlichtweg für nicht mehr existent, um das Reservat nicht länger unterstützen zu müssen. Indianer reagierten mit verstärkten Protesten.

### 1970–1990
Um 1970 kam es zu einer Renaissance der Indianerbewegung und -literatur. Den Boom leiteten die Lyriker Simon J. Ortiz, Duane Niatum und James Welch ein. N. Scott Momaday, ebenfalls maßgeblich für die literarische Renaissance, wurde für seinen Erstlingsroman House made of Dawn (1968) mit dem Pulitzer-Preis ausgezeichnet. Er hatte mit einem weiteren Werk, Im Sternbild des Bären auch in Deutschland Erfolg.
Die Grenzen zwischen Autobiographie, Fiktion und Lyrik verwischten sich im Werk vieler Autoren wie bei Momaday (The Names, 1976), Leslie Marmon Silko (Storyteller, 1981), Gerald Vizenor (Interior Landscapes: Autobiographical Myths and Metaphers, 1990) oder Ray A. Young Bear (Black Eagle Child, 1992).
Ein wortgewandter Autor ist Hyemeyohsts Storm, dessen früher historischer Roman Sieben Pfeile (1972) unter den Cheyenne umstritten ist. 1994 publizierte Storm die Autobiographie Lightning Bolt.
Neben Dramen und Lyrik schrieb die Laguna-Pueblo Leslie Marmon Silko auch Romane. 1977 führte sie in Ceremony die mythische Schöpferfigur Thought Woman als Erzählerin ein. Der Roman Almanac of the Dead (1991) stellte eine Moralgeschichte Nord- und Südamerikas dar. Als bekanntester indianischer Bühnenautor gilt inzwischen Hanay Geiogamah mit Foghorn, 49 und Body Indian (1980).
Die Romane von James Welch Winter in the Blood (1974) und The Death of Jim Loney (1979) verbanden realistische Schilderungen mit schwarzem Humor. In The Indian Lawyer (1990) gestaltete er einen Gesellschaftsroman zum modernen Amerika, in dem er Liebe, Politik und Kriminalität verknüpfte. Bekannt wurde auch Martin Cruz Smith mit seinem Kriminalroman Gorky Park (1981).
Paula Gunn Allen, die Laguna-Indianer, Sioux-Indianer, Schotten und Libanesenen unter ihren Vorfahren hat, formulierte feministische Positionen in ihren Werken wie The Woman Who Owned the Shadows (1983) und gab 1997 die Anthologie Spider Woman's Granddaughters: Traditional Tales and Contemporary Writing by Native American Women (1997) heraus. Mit „Slash“ schrieb Jeannette C. Armstrong 1985 den ersten kanadisch-indigenen Roman, der mittlerweile auch auf Deutsch vorliegt. Dieser Roman spiegelt anhand der Geschichte zweier Okanagan-Jugendlichen die indigene Red-Power-Bewegung der 1960er und 1970er Jahre wider.

### Seit 1990
Louise Erdrich, die von Deutschen und Chippewa abstammte, brach mit den Mustern indianischer Bildungsromane und entwickelte einen eigenen Kosmos des phantastischen Realismus, in dem sich Indianer und Weiße begegnen (The Antelope Wife, 1998). Erdrichs oft traumatisierte Protagonisten können sich auf keine Tradition stützen und müssen sich in ihrer Mehrfachidentität selbst erfinden.
In den 1990ern ermöglichte die Lakota Mary Crow Dog mit ihren autobiographischen Werken Lakota Woman (1990) und Ohitika Woman (1993), die auch im deutschsprachigen Raum bekannt wurden, Einblicke in die indianische Frauenbewegung. Neben Aspekten der Geschlechterverhältnisse in der indianischen und der weißen nordamerikanischen Kultur behandelte sie die Rolle von Frauen im Aufstand der amerikanischen indianischen Bewegung gegen Menschenrechtsverletzungen in den USA 1973 am Wounded Knee in Zusammenarbeit mit dem Autor Richard Erdoes.
Mit zahlreichen Auszeichnungen versehen wurde Sherman Alexie, der Gedichte, Kurzgeschichten und Romane schrieb. Eine seiner Kurzgeschichten ist die Grundlage für den Film „Smoke Signals“. Er legt schonungslos und mit oft schwarzem Humor die tristen Zustände und Zerrissenheiten von Reservats- und Stadtindianern offen.
Weitere zeitgenössische Roman-Autoren und Werke sind: James BraveWolf (mit seinem Buch über die Apachen-Kriegerin Lozen Von nun an bin ich Kriegerin, 1992), Linda Hogan (Mean Spirit, 1990), Louis Owens (Wolfsong, 1991), Thomas King (Medicine River, 1990; Green Grass, Running Water, 1993) und Gerald Vizenor (Darkness in Saint Louis Bearheart, 1978; The Trickster of Liberty, 1988; The heirs of Columbus, 1991).
Eine Anthologie mit Erzählungen von indigenen Autoren der französischsprachigen Provinz Québec erschien 2020.

### Indigene über indigene Literatur
- Audrey Huntley: Widerstand Schreiben! Entkolonialisierungsprozesse im Schreiben indigener kanadischer Frauen. Unrast, Münster ISBN 3-928300-51-2
- Craig S. Womack: Red on Red: Native American Literary Separatism. University of Minnesota Press, Minneapolis (MN) 1999 ISBN 0-8166-3022-4